# Zündapp DB 201

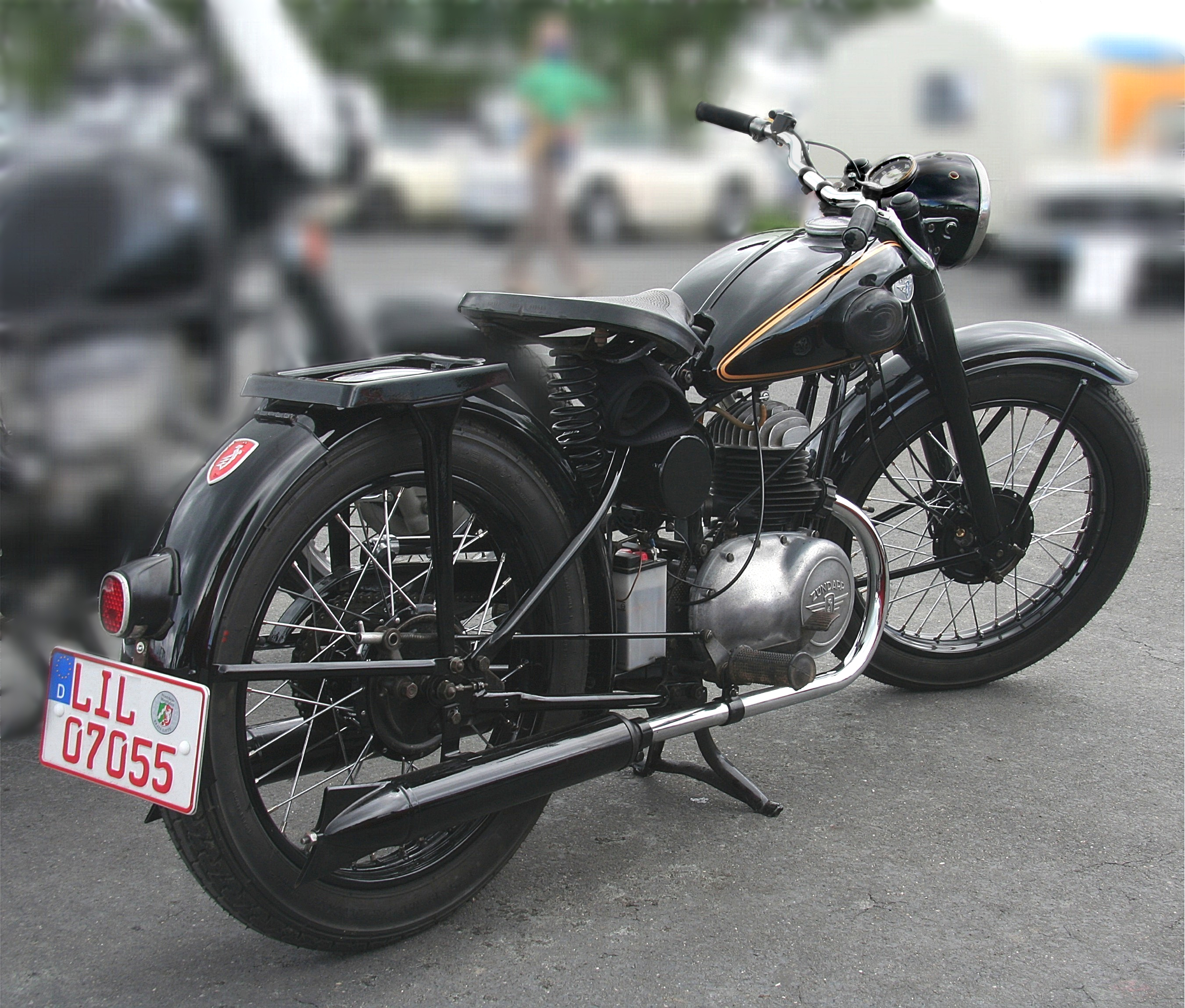
Zündapp DB 201

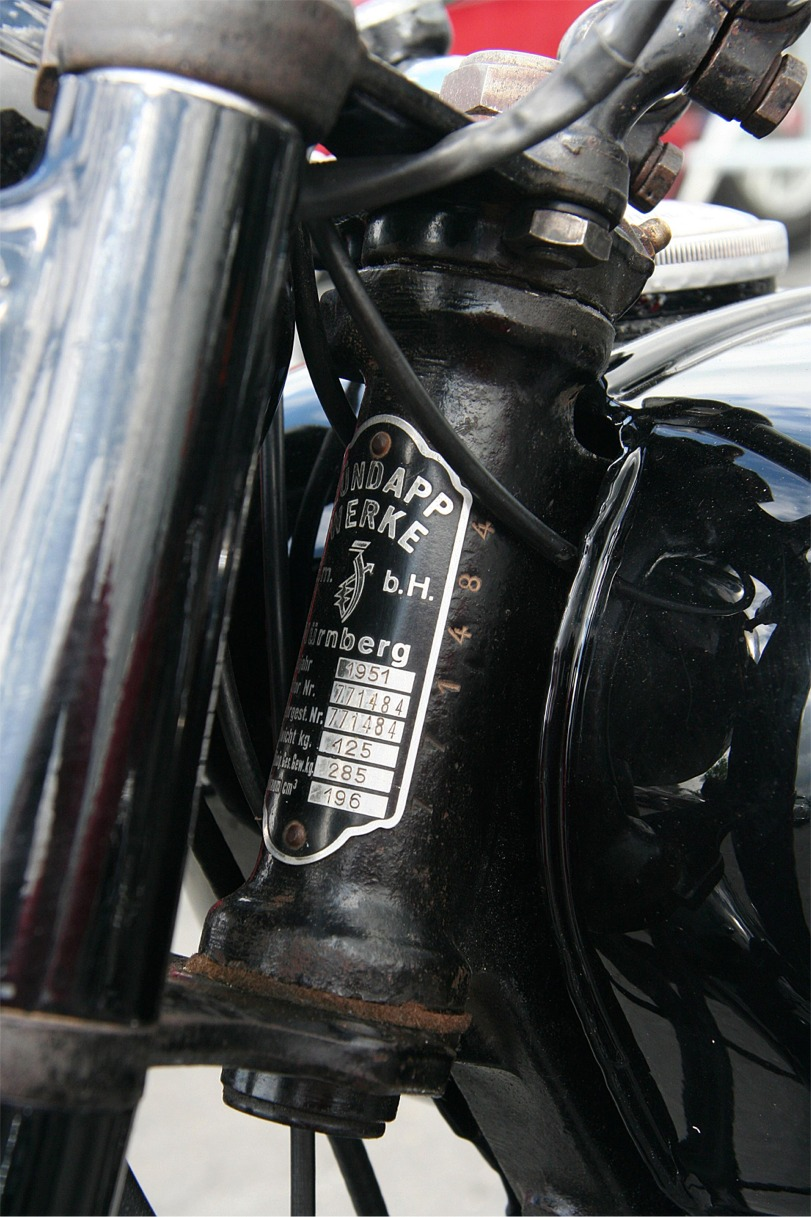
Typenschild

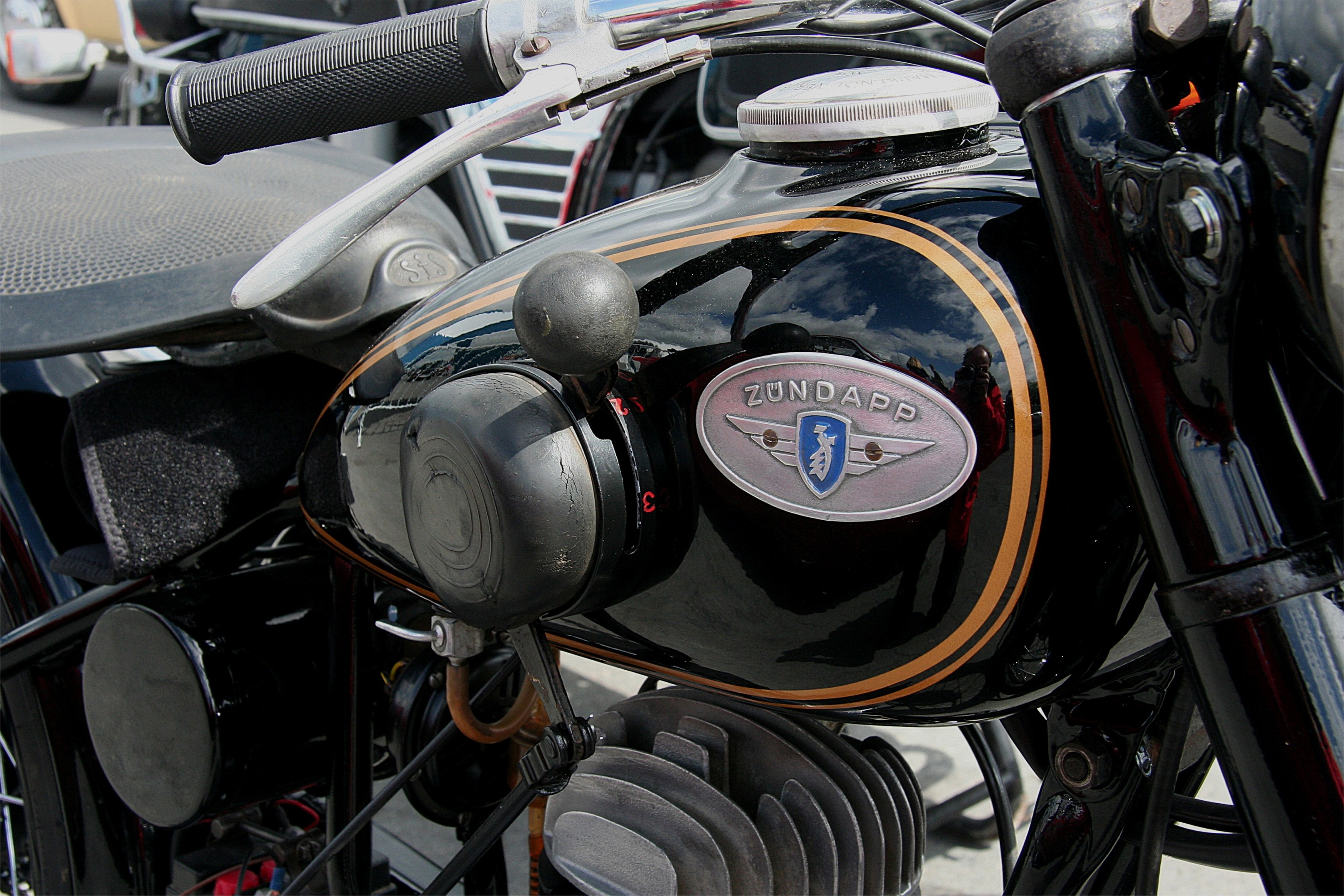
Tankschaltung

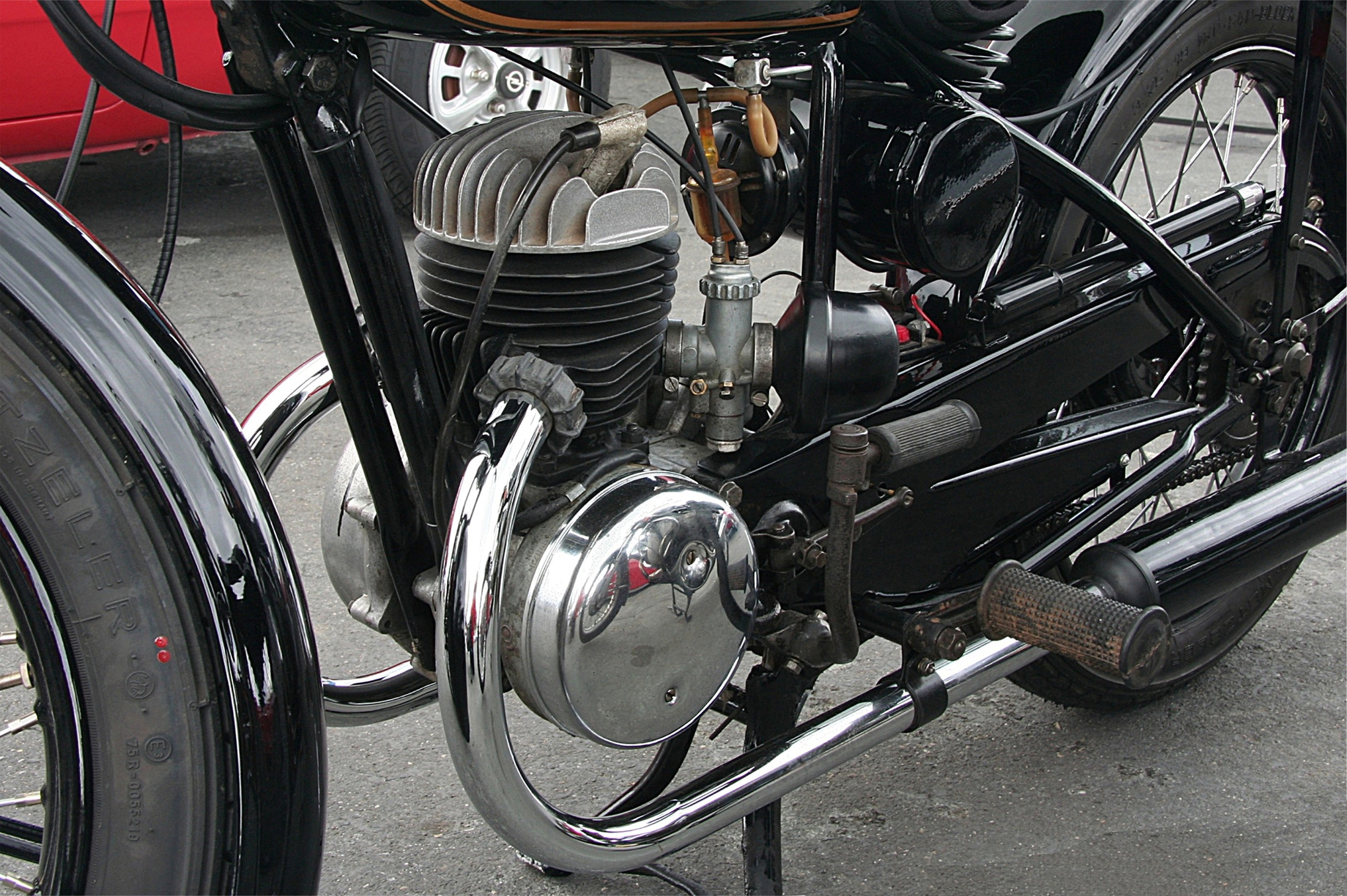
Motorblock

Die Zündapp DB 201 ist ein Motorradmodell der Zündapp Werke GmbH, Nürnberg, das von 1950 bis 1951 gebaut wurde.
Es ist die erste markante Modelländerung gegenüber der Zündapp DB 200, die sich bis dahin als robust und zuverlässig erwiesen hatte. Die über 15 Jahre bewährte Trapezgabel wurde zur Verbesserung des Fahrkomforts durch eine Teleskopgabel mit langen, besonders abgestimmten Federn ersetzt. Der Anschaffungspreis betrug 1290 DM, nach heutiger Kaufkraft rund 4.026 Euro. Das Modell konnte wahlweise mit einem Seitenwagen ausgerüstet werden.
| Zündapp DB 201        | Zündapp DB 201                                                         |
| --------------------- | ---------------------------------------------------------------------- |
| Motor                 | fahrtwindgekühlter Einzylinder-Zweitaktmotor, Kickstarter              |
| Steuerung             | Schlitzsteuerung                                                       |
| Bohrung × Hub         | 60 mm × 70 mm                                                          |
| Hubraum               | 198 cm³                                                                |
| Leistung              | 7,5 PS (5,5 kW) bei 4000/min                                           |
| Gemischaufbereitung   | Bing-Vergaser 2/22/13                                                  |
| Schmierung            | Zweitaktgemisch 1 : 25                                                 |
| Zündung               | Batteriezündung                                                        |
| Primärantrieb         | Hülsenkette im Ölbad                                                   |
| Getriebe              | klauenbetätigtes 3-Gang-Getriebe mit Handschaltung (Kulissenschaltung) |
| Kupplung              | Mehrscheibenkupplung im Ölbad                                          |
| Endantrieb            | Rollenkette                                                            |
| Rahmen                | Schmiedeteile, U-Bleche, Rohr, verschraubt                             |
| Radaufhängung vorn    | Teleskopgabel                                                          |
| Radaufhängung hinten  | Starrrahmen                                                            |
| Felgen                | Drahtspeichenräder                                                     |
| Bereifung             | 3,25 × 19″                                                             |
| Bremsen               | Trommelbremsen vorn/hinten                                             |
| Leergewicht           | 121 kg                                                                 |
| Sitz                  | Gummischwingsattel                                                     |
| Tankinhalt            | 12 Liter                                                               |
| Höchstgeschwindigkeit | 85 km/h                                                                |
| Verbrauch             | ca. 2,6 l/100 km                                                       |
| Lichtmaschine         | 6 V – 60 W                                                             |